# Center for Computer Research in Music and Acoustics

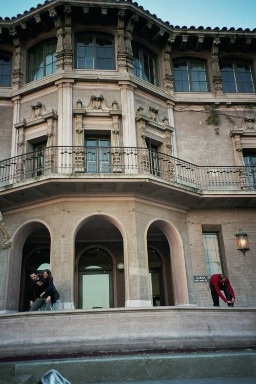
The Knoll, Residenz des CCRMA

Das Center for Computer Research in Music and Acoustics (CCRMA) ist eine auf Computermusik spezialisierte Einrichtung der Stanford University. Sie wird vom Schweizer Komponisten Chris Chafe geleitet.

## Leben
Das CCRMA wurde 1975 von John Chowning gegründet. Es finanzierte sich durch die National Science Foundation und die National Endowment for the Arts. Am Center wurden u. a. die FM-Synthese und das Digital Waveguide Model entwickelt. Die Patente wurden zur zweitwichtigsten Lizenz für die Universität. In jüngster Zeit wurden in Stanford u. a. Kompositionen von Jonathan Berger, Christopher Burns, Chris  Chafe, Damián Keller, Jonathan Norton, Juan Reyes, Gary Scavone und Peter Traub realisiert.